# Xã Bryan, Quận Douglas, Missouri
Xã Bryan (tiếng Anh: Bryan Township) là một xã thuộc quận Douglas, tiểu bang Missouri, Hoa Kỳ. Năm 2010, dân số của xã này là 346 người.